# Битва при Морбіані
Битва при Морбіані — морська битва між римським флотом під командуванням  Децима Юнія Брута і флотом  галльського племені венетів, що відбулося в  56 році до н. е. близько затоки  Морбіан.

## Передісторія
В  57 року до н. е.  Цезар відправив VII Клавдіїв легіон під командуванням  Публія Красса для підкорення приморських племен венетів, венеллів, осисмів, куріосолітів, есубіїв, аулерків і редонів. До кінця року всі ці племена були підпорядковані владі Риму
Публій Красс з VII легіоном залишився зимувати в  Арморикі в країні Андів. Через нестачу провіанту Публій Красс відправив командирів кінноти і  військових трибунів до сусідніх племен для вилучення хліба. Однак, плем'я венетів затримало двох римських посланників. Їх приклад наслідували й інші племена. Через послів венети схилили все приморське населення проти римлян.
Цезар, дізнавшись про це, наказав будувати військові кораблі на  Лігері і набирати команди. На початку  56 року до н. е. Цезар, який до цього перебував в Італії, прибув до військ. Щоб запобігти розростанню галльського повстання, він вирішив розділити свою армію і розподілити її по всій Галлії.
Тит Лабієн з кіннотою був посланий в країну треверів, що живуть у Рейну, з дорученням побувати у ремів та інших  белгів, а також відкинути германців в разі їх переходу через річку.
 Публій Красс з 12 когортами й кіннотою був посланий в  Аквітанію, щоб запобігти посилці додаткових військ галлів.
Квінт Титурій Сабін з 3  легіонами був посланий в країну венеллів, куріосолітів і лексовіїв, щоб роз'єднати їх бойові сили.
Децим Юній Брут Альбін (претор 44 року до н. е.) був призначений командиром флоту і галльських кораблів. Цезар наказав Бруту якомога швидше напасти на венетів, а сам пішов на них зі своєю сухопутною армією.
Венети під час підготовки до війни зміцнили міста, звезли в них провіант і стягнули в одне місце (близько затоки Морбіан) якомога більше кораблів. Також для спільного ведення війни вони уклали союз з племенами осисмів, лексовіїв, намне, амбіліатів, Морін, діаблінтів і менапіїв, а допоміжні війська були взяті з Британії.
Міста венетів розташовувалися зазвичай на кінці коси або на мисі, внаслідок чого захоплення міста не приносило Цезарю бажаного результату, так як під час облоги венети рятувалися втечею на кораблях. Тому Цезар, який захопив протягом літа кілька міст, вирішив чекати свого флоту.

## Сили сторін
Флот венетів налічував близько 220 суден. За описом  Юлія Цезаря кораблі будувалися і споряджалися наступним чином: їх кіль був більш плоским, щоб легше справлятися з мілинами відливами; ніс і корма були цілком зроблені з дуба, щоб переносити удари хвиль і пошкодження; ребра корабля були внизу пов'язані балками в фут (30 см) товщиною і скріплені цвяхами в палець завтовшки; якоря зміцнювалися не канатами, а залізними ланцюгами; замість вітрил на кораблях була груба або тонка дублена шкіра, щоб витримувати сильні бурі і рвучкі вітри. У порівнянні з римськими кораблями суди венетів були більш міцними (їх не можна було пробити носом), а також перевершували по висоті, внаслідок чого їх незручно було захоплювати баграми.
Флот Брута налічував приблизно 100 гребних судів. Перевагами римських кораблів були швидкість ходу і незалежність від вітру.

## Хід битви
Як тільки флот Брута, який вийшов з гирла  Лігера, досяг розташування військ Цезаря, 220 галльських кораблів вийшли з гавані в затоці Морбіан і стали проти римлян. Для боротьби з більш міцними і високими судами римляни використовували спеціальні серпи, прикріплені до жердин, якими вони притягували і розривали канати, які утримували  реї галльських кораблів. Після чого два або три римських корабля оточували одне судно і брали його на абордаж. Венети, не знайшовши протидії цьому засобу, вирішили врятуватися втечею. Однак, римлянам пощастило, на морі встановився  штиль. Внаслідок цієї випадковості римським військам вдалося поодинці захопити більшість кораблів венетів.

## Наслідки
Ця битва поклала край війні з венетами. Уцілілі здалися Цезарю. Однак він не виявив до них милосердя. Керівники були страчені, інші продані в рабство.